# إدوارد دونوفريو
إدوارد دونوفريو (مواليد 1 سبتمبر 1951) هو مبارز بالسيف من الولايات المتحدة، مثّل بلاده في الألعاب الأولمبية الصيفية 1976.

## روابط خارجية
إدوارد دونوفريو على موقع أوليمبيديا (الإنجليزية)